# Advanced Landing Grounds – Serie Y

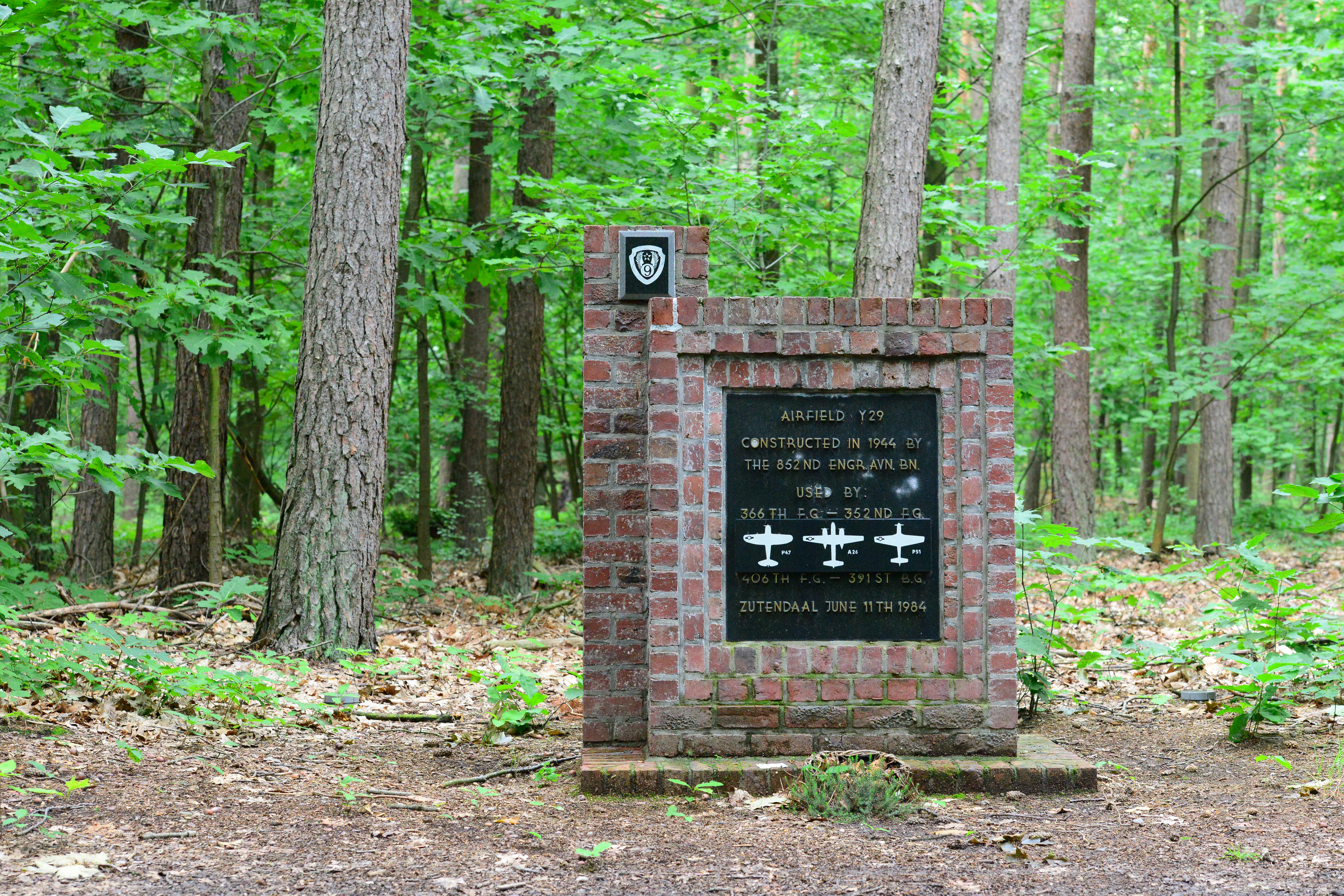
Gedenkstein in Zutendaal (ALG Y-29 Asch)

Advanced Landing Grounds (ALG) waren zeitweilige vorgeschobene Landeplätze, die von den Alliierten während des Zweiten Weltkriegs für den Feldzug zur Befreiung Europas angelegt wurden.

## Allgemeines

### Serie Y (Yankee)
| USAAF-Code     | ALG (Ort)                | Département/Landkreis                | Inbetriebnahme     | Auflassung         | Bemerkung                                        |
| -------------- | ------------------------ | ------------------------------------ | ------------------ | ------------------ | ------------------------------------------------ |
| Y-1            | Tantonville              | Meurthe-et-Moselle (Frankreich)      | 25. Dezember 1944  | 11. Mai 1945       |                                                  |
| Y-2            | Lunéville                | Meurthe-et-Moselle (Frankreich)      | 25. Dezember 1944  | 29. Mai 1945       | Flugplatz Lunéville-Croismare                    |
| Y-3            | Avril                    | Meurthe-et-Moselle (Frankreich)      |                    |                    | ALG nicht gebaut                                 |
| Y-4            | Buc                      | Yvelines (Frankreich)                | 28. August 1944    | 12. Mai 1945       |                                                  |
| Y-5            | Ambérieu-en-Bugey        | Ain (Frankreich)                     | 06. September 1944 | 29. Mai 1945       | Militärflugplatz Ambérieu-en-Bugey (BA 278)      |
| Y-6            | Bron (Métropole de Lyon) | Rhône (Frankreich)                   | 06. September 1944 | 20. Juni 1945      | Flughafen Lyon-Bron                              |
| Y-7            | Dole-Tavaux              | Jura (Frankreich)                    | 15. September 1944 | 17. Juli 1945      | Flughafen Dole-Jura                              |
| Y-8            | Luxeuil                  | Haute-Saône (Frankreich)             | 22. September 1944 | 01. Juni 1945      | Militärflugplatz Luxeuil-Saint Sauveur (BA 116)  |
| Y-9            | Dijon-Longvic            | Côte-d’Or (Frankreich)               | 16. September 1944 | 01. Juli 1945      | Flughafen Dijon-Bourgogne (BA 102)               |
| Y-10           | Le Culot-East            | Provinz Flämisch-Brabant (Belgien)   | 26. Oktober 1944   | 25. Juni 1945      | Militärflugplatz Goetsenhoven                    |
| Y-11           | Cannes-Mandelieu         | Alpes-Maritimes (Frankreich)         | 02. Oktober 1944   | 23. November 1944  | Flugplatz Cannes-Mandelieu                       |
| Y-12           | Saint-Raphaël-Fréjus     | Var (Frankreich)                     | 26. August 1944    | 20. November 1944  |                                                  |
| Y-13           | Cuers-Pierrefeu          | Var (Frankreich)                     | 23. August 1944    | 20. November 1944  |                                                  |
| Y-14           | Marseille-Marignane      | Bouches-du-Rhône (Frankreich)        | 12. September 1944 | -                  | Flughafen Marseille Provence                     |
| Y-15           | Aix-Les Milles           | Bouches-du-Rhône (Frankreich)        | 05. September 1944 | 20. November 1944  | Flugplatz Aix-Les Milles                         |
| Y-16           | Salon-de-Provence        | Bouches-du-Rhône (Frankreich)        | 28. August 1944    | 20. November 1944  | Militärflugplatz Salon-de-Provence (BA 701)      |
| Y-17 (AAF-196) | Istres-Le Tubé           | Bouches-du-Rhône (Frankreich)        | 27. August 1944    | -                  | Militärflugplatz Istres-Le Tubé (BA 125)         |
| Y-18           | Le Vallon                | Loire (Frankreich)                   | 30. August 1944    | 19. Dezember 1944  |                                                  |
| Y-19           | La Jasse                 | Lozère (Frankreich)                  | 30. August 1944    | 20. November 1944  |                                                  |
| Y-20           | Sisteron                 | Alpes-de-Haute-Provence (Frankreich) | 24. August 1944    | 20. November 1944  |                                                  |
| Y-21           | Montélimar-Ancône        | Drôme (Frankreich)                   | 03. September 1944 | 20. November 1944  | Flugplatz Montélimar                             |
| Y-22           | Crest                    | Drôme (Frankreich)                   | 29. August 1944    | 20. November 1944  |                                                  |
| Y-23           | Valence                  | Drôme (Frankreich)                   | 02. September 1944 | 19. Dezember 1944  | Flughafen Valence-Chabeuil                       |
| Y-24           | Satolas                  | Isère (Frankreich)                   | 07. September 1944 | 20. November 1944  | Flughafen Lyon Saint-Exupéry                     |
| Y-25           | Loyettes                 | Ain (Frankreich)                     | 11. September 1944 | 20. November 1944  |                                                  |
| Y-26           | Lons-le-Saunier          | Jura (Frankreich)                    | 12. September 1944 | 20. November 1944  |                                                  |
| Y-27           | Besançon-Thise           | Doubs (Frankreich)                   | 13. September 1944 | 20. November 1944  |                                                  |
| Y-28           | Verdun-Charny            | Meuse (Frankreich)                   | 09. November 1944  | 25. Juni 1945      |                                                  |
| Y-29           | Asch                     | Provinz Limburg (Belgien)            | 20. November 1944  | 20. Juni 1945      | Militärflugplatz Zutendaal                       |
| Y-30           | Le Havre-Octeville       | Seine-Maritime (Frankreich)          | 02. November 1944  | 15. Dezember 1945  | Flughafen Le Havre                               |
| Y-31           | Bulgnéville              | Vosges (Frankreich)                  | 04. November 1944  | 01. Juni 1945      |                                                  |
| Y-32           | Ophoven                  | Provinz Limburg (Belgien)            | 10. Dezember 1944  | 29. Mai 1945       |                                                  |
| Y-33           | Thionville               | Moselle (Frankreich)                 | 29. November 1944  | 19. Juni 1945      |                                                  |
| Y-34           | Metz                     | Moselle (Frankreich)                 | 25. Dezember 1944  | 01. Oktober 1945   | Militärflugplatz Metz-Frescaty (BA 128)          |
| Y-35           | Compiègne-Margny         | Oise (Frankreich)                    | 15. Dezember 1944  | 30. Mai 1945       | Flughafen Compiègne-Margny                       |
| Y-36           | Cognac                   | Charente (Frankreich)                | 06. Dezember 1944  | 11. Juli 1945      | Militärflugplatz Cognac-Châteaubernard (BA 709)  |
| Y-37           | Bordeaux-Mérignac        | Gironde (Frankreich)                 | 06. Dezember 1944  | 11. Juli 1945      | Flughafen Bordeaux (BA 106)                      |
| Y-38           | Toulouse-Blagnac         | Haute-Garonne (Frankreich)           | 06. Dezember 1944  | 11. Juli 1945      | Flughafen Toulouse-Blagnac                       |
| Y-39           | Haguenau                 | Bas-Rhin (Frankreich)                | 20. Dezember 1944  | 17. Juli 1945      | Flugplatz Haguenau                               |
| Y-40           | Strasbourg-Entzheim      | Bas-Rhin (Frankreich)                | 06. April 1945     | 11. Juli 1945      | Flughafen Straßburg                              |
| Y-41           | Virton                   | Provinz Luxemburg (Belgien)          | 26. Dezember 1944  | 03. Mai 1945       |                                                  |
| Y-42           | Nancy-Essay              | Meurthe-et-Moselle (Frankreich)      | 15. Oktober 1944   | 30. September 1945 | Flughafen Nancy-Essay                            |
| Y-43           | Düren                    | Kreis Düren                          |                    |                    | ALG nicht gebaut                                 |
| Y-44           | Maastricht               | Provinz Limburg (Niederlande)        | 23. März 1945      | 01. August 1945    | Maastricht Aachen Airport                        |
| Y-45           | Condé-sur-Marne          | Marne (Frankreich)                   | 24. Januar 1945    | 11. Mai 1945       |                                                  |
| Y-46           | Aachen-Merzbrück         | Städteregion Aachen                  | 14. März 1945      | 11. Mai 1945       | Flugplatz Aachen-Merzbrück                       |
| Y-47           | Namur                    | Provinz Namur (Belgien)              | 14. März 1945      | 22. Februar 1945   | Flugplatz Namur-Suarlée                          |
| Y-48           | Auxerre                  | Yonne (Frankreich)                   | 03. Februar 1945   | -                  |                                                  |
| Y-49           | Bourges                  | Cher (Frankreich)                    | 03. Februar 1945   | 18. April 1945     |                                                  |
| Y-50           | Avord                    | Cher (Frankreich)                    | 03. Februar 1945   | 29. Mai 1945       | Militärflugplatz Avord (BA 702)                  |
| Y-51           | Vogelsang                | Kreis Euskirchen                     | 23. März 1945      | 10. Juli 1945      | Truppenübungsplatz Vogelsang                     |
| Y-52           | Nice                     | Alpes-Maritimes (Frankreich)         | 17. Februar 1945   | -                  | Flughafen Nizza Côte d’Azur                      |
| Y-54           | Kelz                     | Kreis Düren                          | 24. März 1945      | 15. Juli 1945      |                                                  |
| Y-55           | Herongen                 | Kreis Kleve                          | 12. März 1945      | 15. August 1945    | Fliegerhorst Venlo-Herongen                      |
| Y-56           | Mönchengladbach          | Stadt Mönchengladbach                | 20. März 1945      | 21. Juni 1945      | Verkehrslandeplatz Mönchengladbach               |
| Y-57           | Trier                    | Stadt Trier                          | 10. März 1945      | 10. Juli 1945      | Flugplatz Trier-Euren                            |
| Y-58           | Nörvenich                | Kreis Düren                          | 08. März 1945      | 18. Juni 1945      | Fliegerhorst Nörvenich                           |
| Y-59           | Strassfeld               | Rhein-Sieg-Kreis                     | 29. März 1945      | 17. Mai 1945       | Fliegerhorst Nörvenich                           |
| Y-60           | Dünstekoven              | Rhein-Sieg-Kreis                     | 12. März 1945      | 11. Mai 1945       | Fliegerhorst Nörvenich                           |
| Y-61           | Krefeld                  | Stadt Krefeld                        | 28. März 1945      | 15. Juni 1945      | Flugplatz Krefeld-Bockum                         |
| Y-62           | Niedermendig             | Landkreis Mayen-Koblenz              | 17. März 1945      | 11. Mai 1945       | Flugplatz Mendig                                 |
| Y-63           | Koblenz                  | Stadt Koblenz                        | 30. März 1945      | 11. Mai 1945       | Flugfeld Koblenz-Karthause                       |
| Y-64           | Finthen                  | Stadt Mainz                          | 27. März 1945      | 20. Juni 1945      | Flugplatz Mainz-Finthen                          |
| Y-65           | Chantilly                | Oise (Frankreich)                    | 22. Dezember 1944  | 08. August 1945    |                                                  |
| Y-66           | Göllheim                 | Donnersbergkreis                     | 26. März 1945      | 30. April 1945     |                                                  |
| Y-67           | Gelnhausen               | Main-Kinzig-Kreis                    | 01. April 1945     | 30. April 1945     | Flugplatz Gelnhausen                             |
| Y-68           | Lachen-Speyerdorf        | Stadt Neustadt an der Weinstraße     |                    |                    | ALG nicht gebaut                                 |
| Y-69           | Mittelbrunn              | Landkreis Kaiserslautern             | 26. März 1945      | 03. Mai 1945       | ALG nicht gebaut                                 |
| Y-70           | Maitzborn                | Rhein-Hunsrück-Kreis                 | 30. März 1945      | 30. April 1945     |                                                  |
| Y-71           | Eudenbach                | Rhein-Sieg-Kreis                     | 26. März 1945      | 30. April 1945     |                                                  |
| Y-72           | Braunshardt              | Landkreis Darmstadt-Dieburg          | 28. März 1945      | -                  | Flugplatz Braunshardt                            |
| Y-73           | Rhein-Main               | Stadt Frankfurt am Main              | 10. April 1945     | -                  | Rhein-Main Air Base                              |
| Y-74           | Eschborn                 | Main-Taunus-Kreis                    | 31. März 1945      | -                  | Eschborn Storage Area                            |
| Y-75           | Rebstock                 | Stadt Frankfurt am Main              | 15. April 1945     | -                  | Rebstock Army Airfield                           |
| Y-77           | Babenhausen              | Landkreis Darmstadt-Dieburg          | 31. März 1945      | 30. April 1945     |                                                  |
| Y-78           | Biblis                   | Landkreis Bergstraße                 | 02. April 1945     | -                  |                                                  |
| Y-79           | Sandhofen                | Stadt Mannheim                       | 04. April 1945     | -                  | Coleman Army Airfield                            |
| Y-80           | Wiesbaden                | Stadt Wiesbaden                      | 03. April 1945     | -                  | Flugplatz Wiesbaden-Erbenheim                    |
| Y-81           | Ailertchen               | Westerwaldkreis                      | 30. März 1945      | 30. April 1945     |                                                  |
| Y-82           | Kirchhellen              | Stadt Bottrop                        | 30. März 1945      | 05. Juli 1945      |                                                  |
| Y-83           | Limburg an der Lahn      | Landkreis Limburg-Weilburg           | 30. März 1945      | 17. Mai 1945       |                                                  |
| Y-84           | Giessen                  | Landkreis Gießen                     | 30. März 1945      | 05. Juni 1945      |                                                  |
| Y-85           | Ettinghausen             | Westerwaldkreis                      | 01. März 1945      | 30. April 1945     |                                                  |
| Y-86           | Fritzlar                 | Schwalm-Eder-Kreis                   | 31. März 1945      | -                  | Heeresflugplatz Fritzlar                         |
| Y-87           | Nidda                    | Wetteraukreis                        | 01. April 1945     | 15. Mai 1945       |                                                  |
| Y-88           | Wertheim                 | Main-Tauber-Kreis                    | 02. April 1945     | 15. Mai 1945       | Heeresflugplatz Fritzlar                         |
| Y-89           | Mannheim-Stadt           | Stadt Mannheim                       | 10. April 1945     | 08. August 1945    | Flugplatz Mannheim City                          |
| Y-90           | Giebelstadt              | Landkreis Würzburg                   | 05. April 1945     | -                  | Flugplatz Giebelstadt                            |
| Y-91           | Hanau-Langendiebach      | Main-Kinzig-Kreis                    | 06. April 1945     | -                  | Fliegerhorst Langendiebach (Hanau Army Airfield) |
| Y-92           | Dörnberg                 | Rhein-Lahn-Kreis                     | 02. April 1945     | 30. April 1945     |                                                  |
| Y-93           | Münster                  | Stadt Münster                        |                    |                    | ALG nicht gebaut                                 |
| Y-94           | Handorf                  | Stadt Münster                        | 12. April 1945     | 15. Dezember 1945  | Flugplatz Münster-Handorf                        |
| Y-95           | Bracht                   | Kreis Marburg                        | 05. April 1945     | 30. April 1945     |                                                  |
| Y-96           | Kassel-Waldau            | Stadt Kassel                         | 05. April 1945     | -                  | Flugplatz Kassel-Waldau                          |
| Y-97           | Paderborn                | Stadt Paderborn                      | 07. April 1945     | 02. Juni 1945      | Flugplatz Paderborn-Mönkeloh                     |
| Y-98           | Lipperbruch              | Kreis Soest                          | 07. April 1945     | 12. Juli 1945      | Fliegerhorst Lipperbruch                         |
| Y-99           | Gütersloh                | Kreis Gütersloh                      | 06. April 1945     | 22. Juni 1945      | Flughafen Gütersloh (RAF Gütersloh)              |